# Carlo Felice Casula
Carlo Felice Casula (Ollolai, 28 agosto 1947) è uno storico italiano. Nel 2018 è stato nominato professore emerito di Storia contemporanea nell'Università degli Studi Roma Tre

## Biografia e carriera
Nato nel cuore della Sardegna da una famiglia di sette figli, dopo le elementari ha fatto per un anno il pastore con il padre. Ha potuto poi proseguire gli studi, prima a Cagliari nella scuola apostolica dei padri Gesuiti e poi a Roma, a Villa Nazareth, con borse di studio per meriti scolastici, frequentando il Liceo Virgilio. 
Iscritto a Scienze politiche alla Sapienza, si è laureato a pieni voti nel 1972. Contemporaneamente ha seguito anche i corsi della Scuola italiana di scienze politiche e economiche, diretta da Franco Rodano e Claudio Napoleoni. Ha partecipato attivamente alle lotte del movimento degli studenti del Sessantotto. Per poter frequentare l’università nei mesi estivi ha lavorato come operaio metalmeccanico in Svezia alla Saab Scania a Trollhättan, dove è stato anche eletto delegato dei lavoratori stagionali. 
Dopo laurea ha insegnato per alcuni anni in una scuola media, per avere poi un contratto alla Sapienza, dove nel 1980 ha vinto il concorso di ricercatore universitario presso la Facoltà di Magistero, collaborando con Pietro Scoppola. La sua formazione postuniversitaria è proseguita all’Istituto Luigi Sturzo con una borsa di studio biennale del FORMEZ, seguendo in particolare i corsi di Gabriele De Rosa e Federico Caffè e a Parigi, con una borsa del CNR, presso l’École pratique des Hautes Études en Sciences Sociales-Sociologie des religions, avendo come tutor Émile Poulat.
Nei primi anni Ottanta ha lavorato nella redazione delle Edizioni Lavoro, fondate nel 1978 da Pierre Carniti, curando in particolare la pubblicazione di libri di storia del sindacato in Italia e in Europa. Nel 1989 da ricercatore ha vinto il concorso nazionale per professore ordinario e, pur continuando a risiedere a Roma, per dodici anni ha insegnato nella Facoltà di Scienze politiche dell’Università di Cagliari, dove ha insegnato storia contemporanea, storia moderna e storia della pubblica amministrazione e governo locale, dirigendo l’Istituto politico internazionale.
Richiamato dall’Università Roma Tre, in tale ateneo ha insegnato storia contemporanea, storia sociale, storia del lavoro e storia della pace, presiedendo il corso di laurea e dirigendo il Master internazionale in scienze della cultura e della religione. Per più mandati è stato membro del Senato accademico e responsabile della Commissione ricerca d’ateneo. 
Dal 2003 al 2010 ha insegnato anche storia delle relazioni internazionali e Pace e guerra nel mondo contemporaneo presso la Link Camppus University of Malta in Rome, svolgendo le funzioni di Programme Leader del BA, MA in International Studies. 
È stato anche membro dell’Unesco History Project; e dell’ILO Century Project. Nel 2018 è stato nominato professore emerito di storia contemporanea e continua a insegnare storia del lavoro. Dirige la collana “Insegnare il Novecento” della Casa editrice Anicia.
Fin dalla sua istituzione, nel 2025, è stato chiamato a far parte del comitato scientifico del Premio Strega Saggistica
La sua produzione scientifica ha riguardato la storia sociale, politica, culturale e religiosa dell’Ottocento e del Novecento (movimento operaio e sindacale in Italia e Europa, Roma, Sardegna, politica internazionale della Santa Sede, Unesco e Ilo, rapporti storia-cinema), registrata sull’Anagrafe della ricerca di Roma Tre è di oltre 250 monografie e saggi pubblicati con tutte le maggiori case editrici e in riviste prestigiose, senza tenere conto degli articoli pubblicati sui quotidiani cui ha collaborato (L’Unità, Paese Sera, L’Unione sarda, L’Osservatore Romano, In Terris). Diversi saggi sono stati tradotti in lingua francese, spagnola, portoghese, inglese. 
Ha collaborato a diversi programmi culturali della RAI e alla realizzazione di film documentari e fiction: Roma occupata; Le Passioni dell’accademia;  Il 1948 in Italia; Quel giorno di aprile; Tormenti di Furio Scarpelli; Il generale dei brigant di Paolo Poeti. 
A latere del lavoro d’insegnamento, di ricerca e di governo dell’università ha sempre avuto un forte impegno politico, prima con il Movimento degli studenti, dal 1976 con il Partito comunista italiano nel quale è stato anche a cavallo degli anni Settanta e Ottanta, segretario della sezione dell’Eur e membro del comitato federale di Roma. Dopo il suo scioglimento ha privilegiato l’impegno sociale collaborando con la Comunità Domenico Tardini che segue negli studi giovani meritevoli di famiglie povere, le Acli, la Fondazione internazionale don Luigi Di Liegro e l’Archivio audiovisivo del movimento operaio e democratico. Nel 2024 ha ricevuto dall'artista e sociologo Alessio Ninu (direttore artistico, creativo e storico-critico), il Premio Costa Rossa Festival delle Arti (Trinità d'Agultu e Vignola) nell'edizione dedicata al genere cinematografico epico e storico. È uno dei fondatori e il responsabile culturale dell'Associazione culturale Premio internazionale Achille Silvestrini che si prefigge di assegnare ogni anno il riconoscimento a personalità internazionali che hanno operato e testimoniato sul terreno del dialogo e della pace. Nel 2023 il Premio per il dialogo e la pace è stato assegnato al presidente emerito della Colombia, Juan Manuel Santos. Nel 2024 al maestro Nicola Piovani. 

## Pubblicazioni
Tra i suoi libri, indicativi dei percorsi di ricerca: Cattolici comunisti e sinistra cristiana 1938-1945, Il Mulino, Bologna 1976; Domenico Tardini. L’azione della Santa Sede nella crisi fra le due guerre, Studium, Roma 1988; L’Italia dopo la grande trasformazione, Carocci, Roma 1999; La Chiesa tra Guerra e pace. Dottrina politica e modernità da Leone XIII a Giovanni XXIII, Liberal Edizioni, Roma 2005; Unesco 1945-2005. Un’utopia necessaria, Città Aperta, Troina 2005; Le ACLI. Una bella storia italiana, Anicia, Roma 2008; Insegnare il Novecento, Anicia, Roma 2014; L’isola bella e infelice, Carlo Delfino, Sassari 2015; Da credenti nella sinistra. Storia dei Cristiano sociali 1993-2017, Il Mulino 2019.
Tra i libri da lui curati: Continuità e mutamento. Classi, economie e culture a Roma e nel Lazio (1930-1980), Teti Editore, Milano1981; I sindacati francesi dall’anarco sindacalismo al governo delle sinistre, Edizioni Lavoro 1982; Agostino Casaroli, Il martirio della pazienza. La Santa Sede e i paesi comunisti (1963-1989), Einaudi, Torino 2000; La Rerum Novarum. Il documento-evento dell’insegnamento sociale della Chiesa, Anicia, Roma 2011; Il Giubileo del Lazio. Percorsi culturali, storici e religiosi, Anicia, Roma 2016; Ciak si lotta. Il cinema dell’autunno caldo in Italia e nel mondo, LiberEtà 2011; La conquista dell’impero e le leggi razziali tra cinema e memoria, Effigi 2020; Salvatore Satta, Lettere a Piero Calamndrei 1939-1956, Il Mulino 2020. Domenico Tardini, Pio XII visto da vicino, con un diario inedito del 1954, Libreria Editrice Vaticana 2021; Il cardinale Achille Silvestrini. Dialogo e pace nello spirito di Helsinki (Libreiria Editrice Vticana.2023.